# 宗教裁判所宫

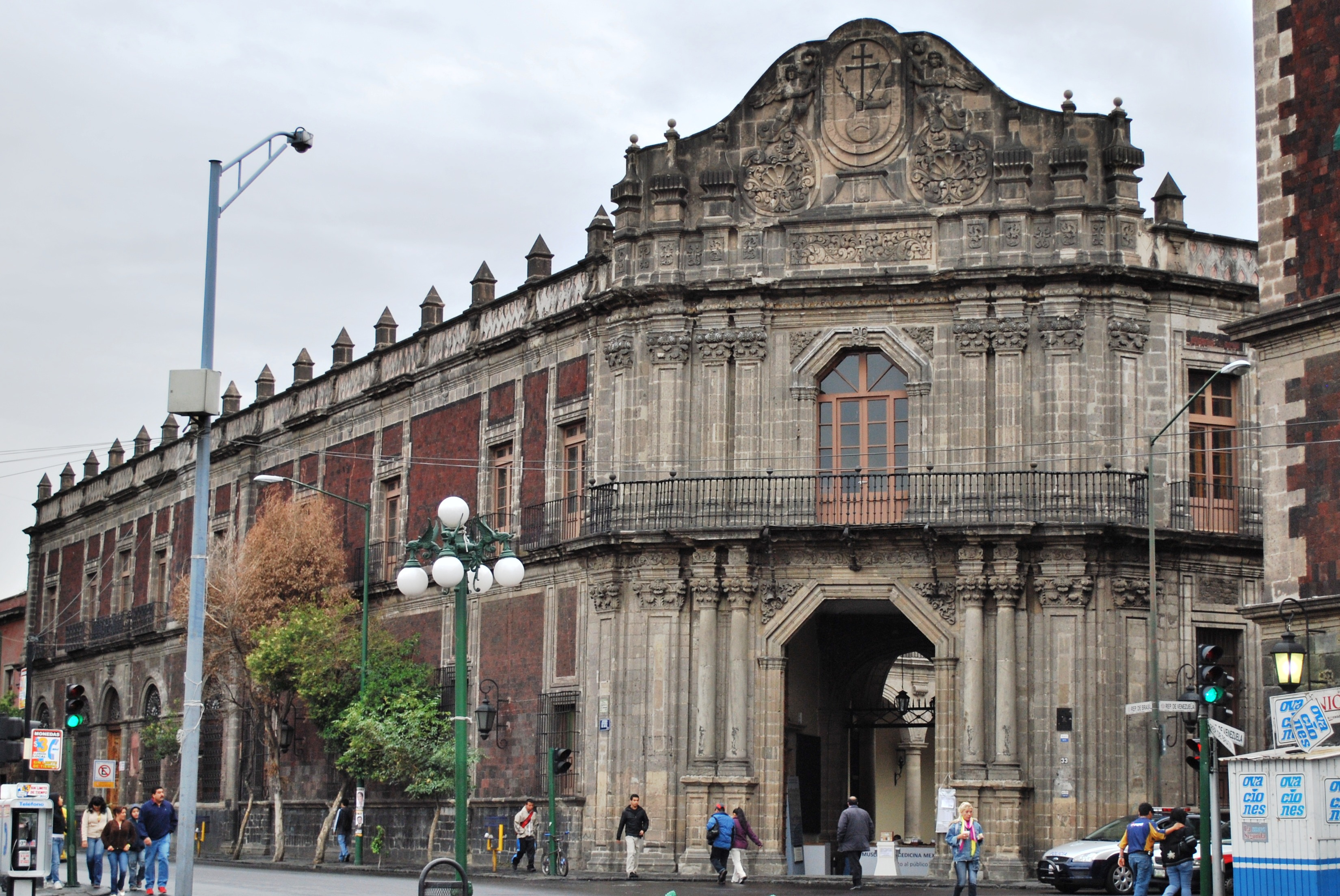
宗教裁判所宫

宗教裁判所宫（Palace of the Inquisition）是墨西哥墨西哥城的一座历史建筑，位于巴西共和国街和委内瑞拉共和国街转角，面向圣多明我广场。

## 历史
在墨西哥独立战争以前，这里是新西班牙殖民地的宗教裁判所总部，于1571年建成，由1526年到达的多明我会负责。目前的建筑物建于1732-1736年，由建造墨西哥城主教座堂的建筑师Arrieta设计。 内部设有审讯室、监狱等。后来此处改为墨西哥国立自治大学的医学院。1950年代迁往大学城后，此处辟为墨西哥医学博物馆。

## 画廊

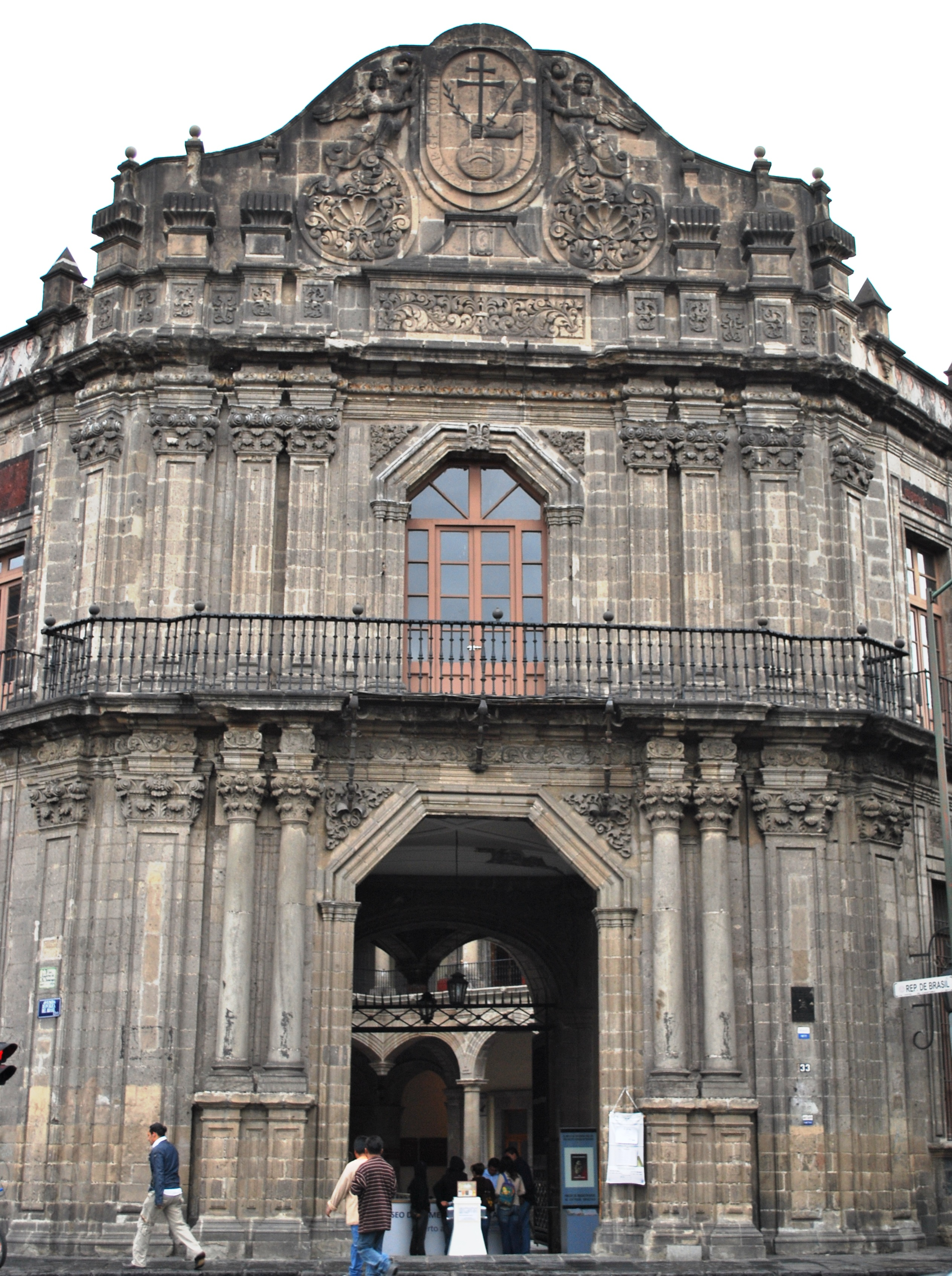
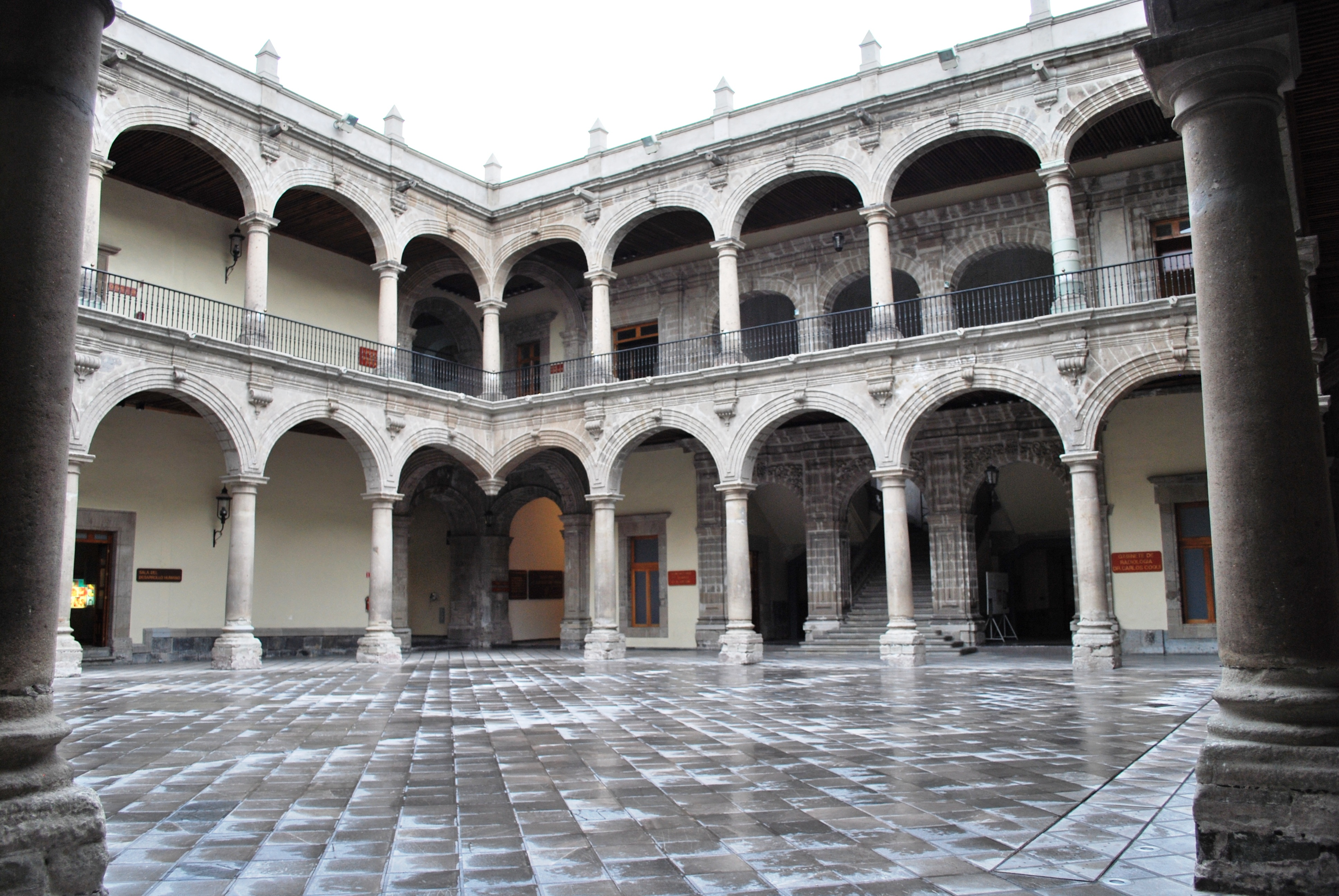
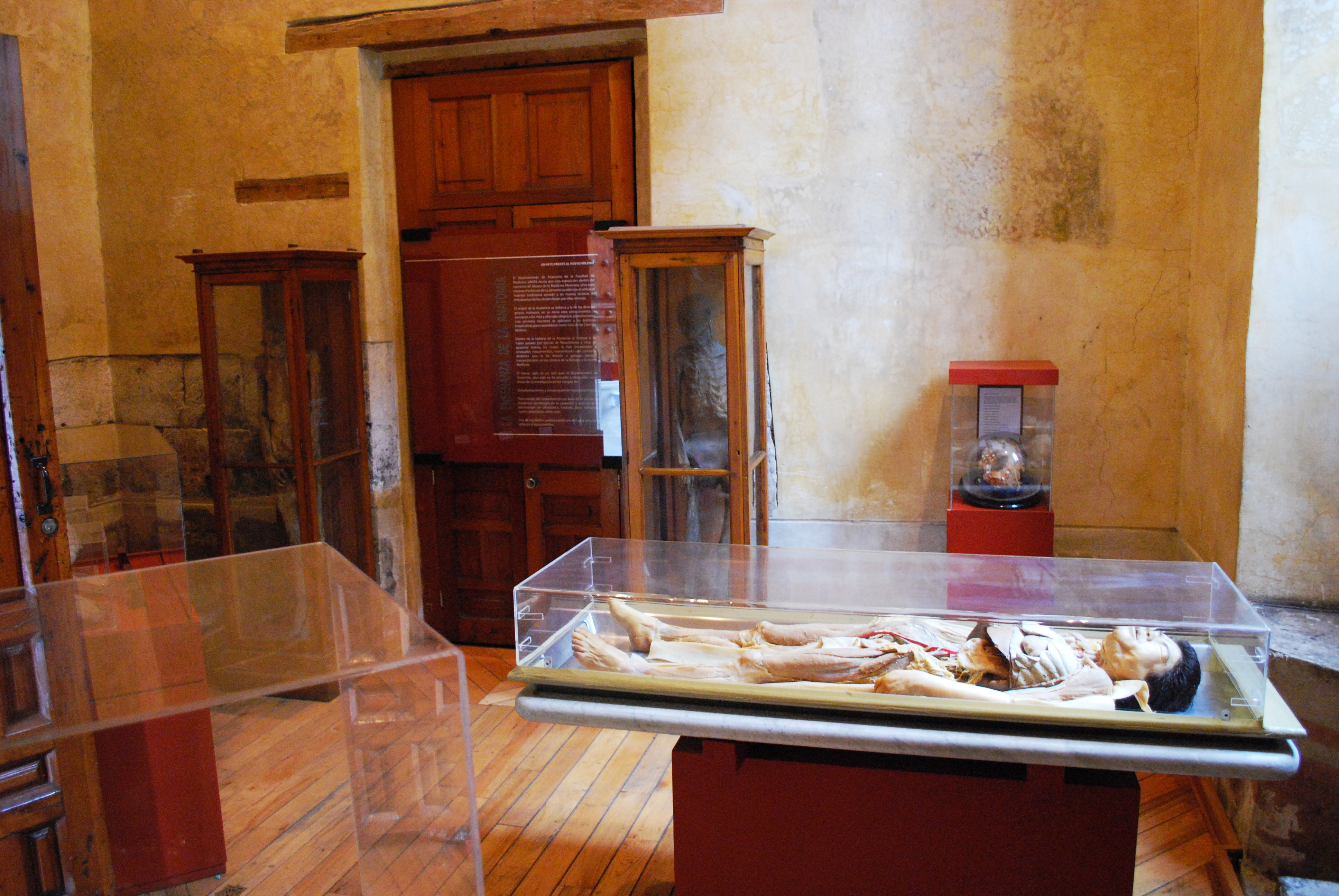
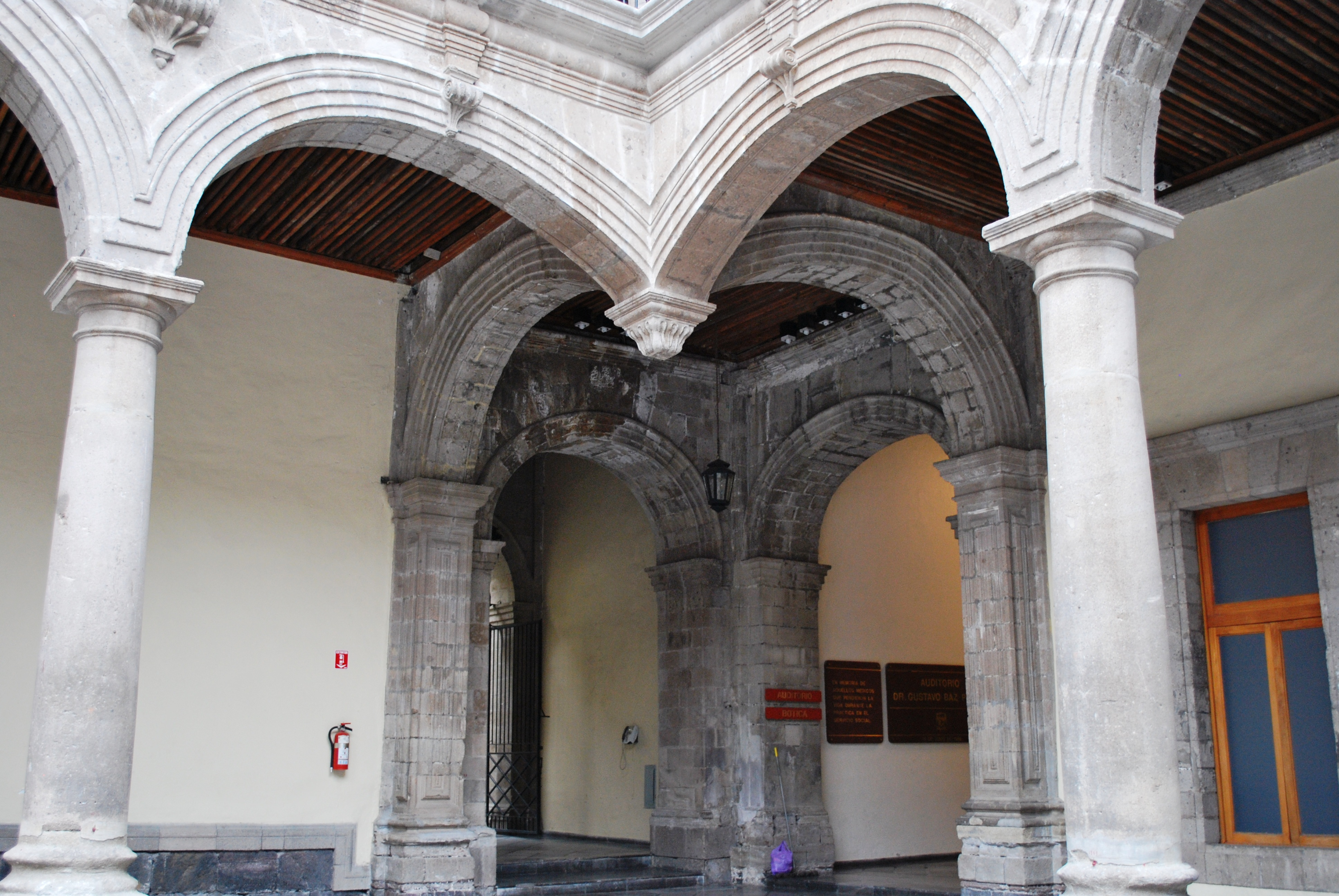